# Задужбина
Заду́жбина (также задушбина, серб. задужбина) — здание в средневековой Сербии (обычно церковь или монастырь), построенное правителем во спасение души («за душу»). 
В древнесербском задужбина — «завещанное на помин души» (лат. Legatum in animae salutem). В современной Сербии — одна из форм благотворительности; имущество, передаваемое в благотворительных или просветительских целях.

## История

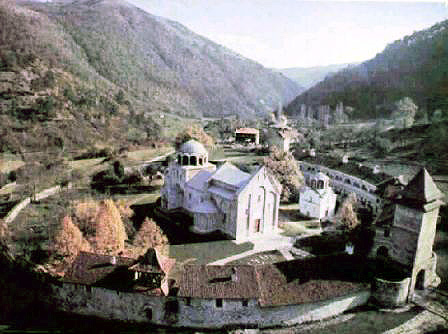
Студеница — задужбина Стефана Немани

В 1183 году великий жупан Сербии Стефан Неманя построил свою задужбину — монастырь Студеница. Король Владислав возвёл для себя монастырь Милешево, сделав его в качестве второй по значимости задужбиной после Студеницы. С тех пор каждый последующий член династии Неманичей возводил собственный монастырь-задужбину. Урош I основал монастырь Сопочаны, его жена Елена — монастырь Градац, старший сын Драгутин закончил строительство монастыря Джурджеви-Ступови, а младший сын Милутин возвёл монастыри Баньска (для семейного склепа) и Грачаницу. Задужбины предназначались прежде всего для сохранения могил их основателей и непрестанной молитвы за упокой их душ.
Наиболее сильное задужбинарство в Сербии среди обеспеченных сербов развивалось после Первой мировой войны. Мотивы таких действий были в основном благородные: «…быть в пользу сербского народа…», особенно в тех случаях, когда задужбинар не имел собственных детей и потомков. После Второй мировой войны, с приходом к власти коммунистов, вопреки воле задужбинаров, их задужбины меняли свои цели. Иво Андрич в романе «Мост на Дрине» писал: «Все умирают один, а великие люди два раза: первый раз когда их не станет на Земле, а второй когда исчезают их задужбины». Каждая задужбина имеет свои конкретные цели и задачи, которые определяются волей задужбинара, то есть мецената. Задужбины чаще всего основывают для защиты отдельных категорий людей, а также для развития культуры и образования.